# Abu Manszúr Púlád Szutún
Abu Manszúr Púlád Szutún (tudományos átiratban Abū Manṣūr Pūlād Sutūn, arab betűkkel أبو منصور پولاد ستون; Siráz?, 1010 k. – Fársz, 1062) a dajlami származású Buvajhidák dinasztiájának utolsóként uralkodó tagja, 1048-tól haláláig Fársz ura volt.
Abu Kálídzsár Marzbán 1048 októberében bekövetkezett halálakor Abu Naszr nevű fia követte a trónon al-Malik ar-Rahím („a könyörületes király”) néven, de Fárszban Abu Manszúr Púlád Szutún nevű fivére ragadta magához a hatalmat. A fivérek között háború kezdődött, amelynek során al-Malik ar-Rahím bevonult Sirázba, de a helyi dajlami katonaság és saját török zsoldosai között konfliktus robbant ki, ami kivonulásra kényszerítette. 1051/1052 folyamán ismét meghódította Púlád Szutún tartományát, aki csak 1053/1054 folyamán tudta visszahódítani szeldzsuk segítséggel (Togril béggel kötött szövetségét megpecsételve benősült a Szeldzsuk-házba). A nyugati fenyegetésre az tett pontot, hogy 1055 decemberében Togril bég átvette a hatalmat Bagdadban, al-Malik ar-Rahímot pedig bebörtönözte. Szeldzsuk kapcsolatainak köszönhetően szomszédai felől biztonságban volt – eddigre már Irán többi része Togril és fivére, Csagri bég kezébe került –, azonban fivérei továbbra is trónigényt támasztottak vele szemben, ráadásul Fársz felett gyakorlatilag a Fadlúja ibn Ali vezette sabánkára kurdok gyakorolták a tényleges hatalmat. Púlád Szutún Fadlúja ellen harcolva esett el 1062-ben. Halálát követően Fársz is beolvadt a Nagyszeldzsuk Birodalomba.